# Uromastyx dispar
Uromastyx dispar (лат. ) — вид шипохвостов из семейства агамовых.

## Описание
Общая длина достигает 37,6—50 см. Длина хвоста составляет 57—69 % длины туловища и головы. Окраска колеблется в зависимости от подвида, однако общей чертой является чёрный окрас головы, конечностей и хвоста (а часто и брюха) у взрослых самцов. Окраска у самцов подвида Uromastyx dispar dispar ярко-жёлтая или зеленовато-жёлтая, тогда как голова, конечности и хвост чёрные. Самки песчано-жёлтые с небольшими тёмными крапинками. Окраска подвида Uromastyx dispar maliensis темнее, чем у предыдущего, чем старше животное, тем оно темнее. На спине по тёмному фону располагаются жёлтые округлые пятна, некоторые из которых могут частично сливаться, но они никогда не образуют сплошных полос через всю спину. У самок спина коричневато-бежевая с небольшими тёмно-коричневыми пятнами неправильной формы. Самцы подвида Uromastyx dispar flavifasciata чёрные с 5-7 широкими жёлтыми, белыми, иногда красными, полосами поперёк спины. Изредка встречаются полностью чёрные особи. У самок часто бывают оранжевые округлые пятна вдоль позвоночника.

## Образ жизни
Любит полупустынные и степные места с песчаными почвами и, в отличие от многих других видов, не привержен к каменистым и скалистым участкам. Питается насекомыми и растительной пищей.

## Размножение
Яйцекладущая ящерица. Беременность в зависимости от подвида продолжается 4,5—6 недель, период инкубации яиц сильно зависит от температуры и колеблется от 72 (при 32 ° C) до 130—135 дней (при 26—29 ° C). Количество яиц в кладке 10—16 у U. d. flavifasciata, 12—16 у U. d. dispar и до 24 яиц у U. d. maliensis. Новорожденные детёныши весят 4,7—6 г и достигают длины 6,9—7,7 см.

## Распространение
Вид имеет протяжённый, хотя и разорванный ареал, охватывающий южную часть Сахары от Судана до Мавритании и Западной Сахары. При этом ареалы всех трёх подвидов этого вида располагаются в широтном направлении и не граничат друг с другом.